# 16 Batalion Rozpoznawczy (LWP)

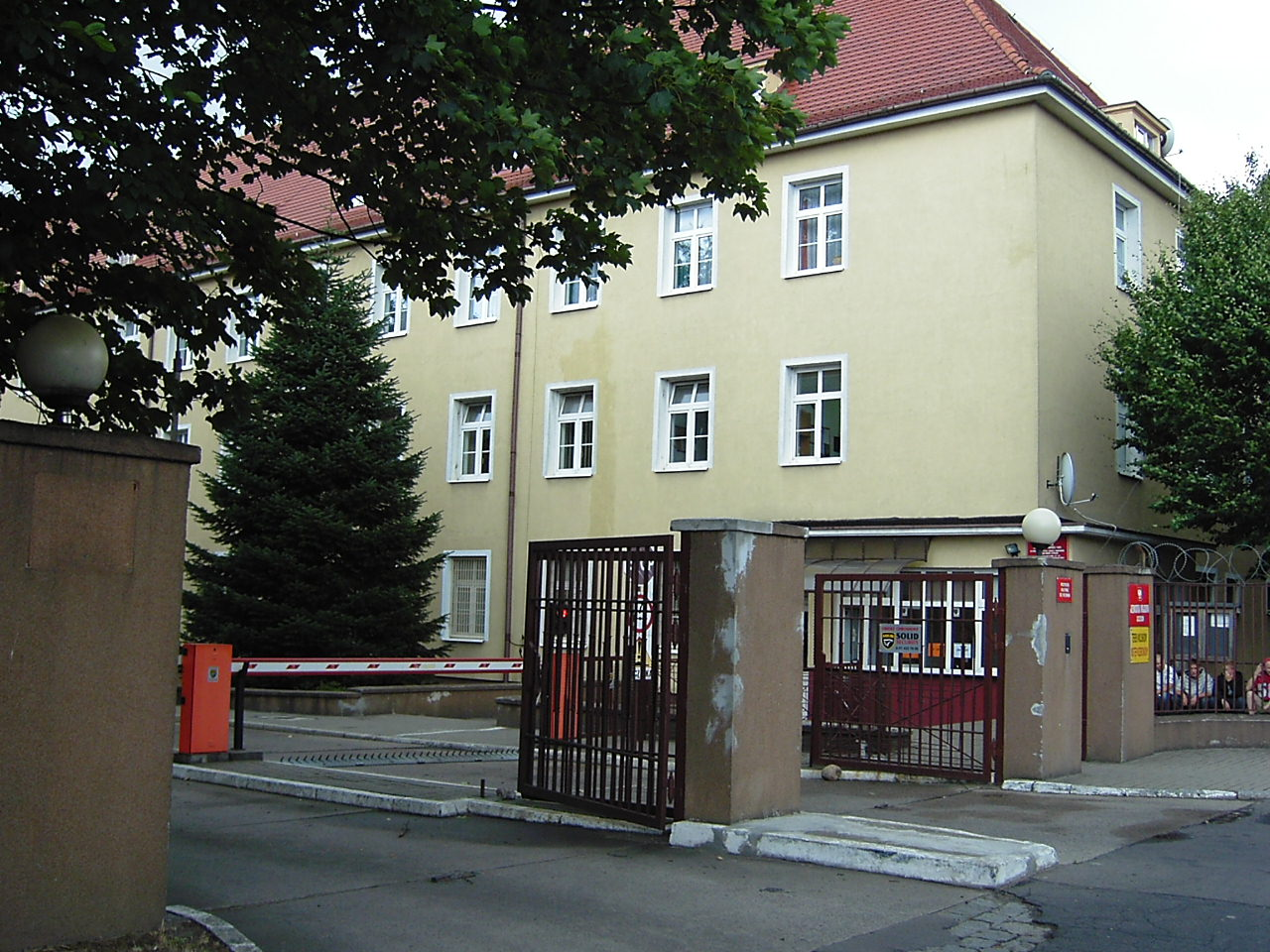
W tym kompleksie stacjonował batalion

16 Batalion Rozpoznawczy – samodzielny pododdział 12 Dywizji Zmechanizowanej.
Sformowany w latach 50. XX w. Rozformowany w 1961 i przeniesiony na etat kompanii rozpoznawczej. Powtórnie sformowany w 1967. W 1994 przeformowany na 12 Batalion Rozpoznawczy Ułanów Podolskich.

## Dowódcy batalionu
- ppłk dypl. Bolesław Malarczyk (był w 1970)[3]
- mjr dypl. Grzegorz Duda (1989–1991)[4]
- mjr dypl. Zbigniew Jarosiewicz (1991–1994)

### Struktura organizacyjna
dowództwo i sztab
- 1 kompania rozpoznawcza (na BRDM)
  - 2 plutony rozpoznawcze
  - pluton rozpoznawczy płetwonurków
- 2 kompania rozpoznawcza (na BWP-1)
  - 3 plutony rozpoznawcze
- kompania specjalna
  - grupa dowodzenia
  - 5 grup rozpoznawczych
  - grupa płetwonurków
  - grupa łączności
  - instruktor spadochronowy + układacz spadochronów
- kompania rozpoznania radioelektronicznego
  - grupa analizy informacji
  - pluton rozpoznania systemów radiolokacyjnych
  - pluton rozpoznania radiowego UKF
  - pluton namierzania radiowego UKF
- pluton technicznego rozpoznania pola walki
- pluton łączności
- pluton remontowy
- pluton zaopatrzenia
- pluton medyczny

|  |  |